# Licia Colò
Licia Colò (Bussolengo, 7 luglio 1962) è una conduttrice televisiva, autrice televisiva, scrittrice e blogger italiana, nota al grande pubblico come presentatrice di programmi di viaggi tra cui Alle falde del Kilimangiaro e per la sua attività di divulgazione scientifica. È autrice di vari libri che raccontano di animali e delle sue esperienze in giro per il mondo.

## Biografia
Figlia di Maria e Giancarlo, un pilota Alitalia, inizia la propria carriera in TV nel 1983 come annunciatrice di Italia 1. Nell'autunno dello stesso anno, debutta come conduttrice presentando al fianco di Paolo Bonolis la trasmissione per bambini Bim bum bam, intanto lavora in diversi spettacoli dello showman pugliese Ninni Di Lauro. In seguito affianca Maurizio Costanzo in Buona Domenica e Gianmarco Tognazzi nel programma musicale Fans club, entrambi in onda alla domenica su Canale 5.
Nel 1989 conduce al sabato pomeriggio, e in seguito anche alla domenica mattina, su Canale 5 il programma L'arca di Noè, nel quale mostra la sua passione per il mondo della natura e per i viaggi. Nel 1994, dopo 6 edizioni de L'arca di Noè, approda, sempre alla domenica mattina, alla conduzione de La compagnia dei viaggiatori, esperienza che ripete anche la stagione successiva. Nello stesso periodo conduce inoltre il programma itinerante Paese che vai.
Nel 1996 passa in Rai, dove conduce le prime due edizioni della trasmissione Geo & Geo, seguite dal programma del sabato sera King Kong - Un pianeta da salvare e da diverse edizioni de Il pianeta delle meraviglie e Timbuctù, tutte in onda su Rai 3. La sera del 24 dicembre 1997 conduce in prima serata Speciale Geo & Geo, dove propone tre documentari che raccontano i viaggi di tre diverse famiglie appassionate di natura.
Sempre per la terza rete Rai, a partire dal 1998, conduce il contenitore domenicale dedicato ai viaggi e alla natura intitolato Alle falde del Kilimangiaro. Dal popolare spettacolo sono nati due libri di viaggi, scritti dalla stessa Licia (Sognando il Kilimangiaro... 15 itinerari attorno al mondo del 2001 e Il giro del mondo in 80 paesi del 2004, entrambi editi dall'ERI), che ha maturato esperienze di viaggio praticamente in tutti e cinque i continenti.
Nel giugno 2001 fonda il quotidiano on line Animali e animali di cui è anche direttrice editoriale e che si occupa di animali, natura e ambiente.
Dal 2003 al 2009 conduce Cominciamo bene animali e animali, striscia quotidiana anch'essa su Rai 3 che tratta di animali, natura e ambiente con inchieste sul campo, azioni concrete in difesa degli animali e interviste agli esperti.
Nel 2007 ha partecipato, come concorrente, alla quarta edizione del reality show di Rai 1 Ballando con le stelle dove è stata eliminata alla settima settimana.
Nel 2010 conduce il programma Nati Liberi su Rai 3, realizzato da Antonella Serantoni e Vincenzo Arnone e con la regia di Daniele Cerioni. La seconda edizione di Nati Liberi è realizzata nel 2011 da Vincenzo Arnone, Marco Castellazzi e Marco D'Amico e con la regia di Paolo Laici.
Nel 2010 conduce Condominio Terra, striscia quotidiana di cui è autrice insieme a Marco D'Amico e con la regia di Paolo Laici, dedicata ad animali, natura e ambiente in onda alle 13 e alle 14:40 da giugno a settembre su Rai 3.
Nel 2013, con l'intento di "rinnovare il programma" Alle falde del Kilimangiaro, il nucleo storico dei suoi collaboratori è completamente sostituito dal direttore di rete Andrea Vianello. L'anno seguente, per contrasti legati ai contenuti, viene sostituita nella conduzione da Camila Raznovich, lasciando il programma dopo 16 anni.
Nel 2014 passa a TV2000, chiamata dal direttore di rete Paolo Ruffini, dove dal 7 dicembre conduce Il mondo insieme, contenitore domenicale dedicato ai viaggi, e dal lunedì al venerdì conduce Animali e animali. Sempre su TV2000 nel 2015, oltre a condurre Il mondo insieme, conduce anche uno spin-off giornaliero dal titolo Animali e animali; lo stesso nome viene dato anche ad una sua associazione onlus, che aiuta a salvaguardare gli animali, e a far rimanere in contatto le istituzioni ambientali e animaliste con i cittadini. Anche il suo sito personale, rinominato nel 2016 Animali e ambiente, contiene un blog incentrato sugli animali e sull'ambiente.
Da ottobre del 2016 su TV2000 conduce, per la prima volta insieme al marito, un nuovo programma quotidiano: Dio li fa poi li accoppia.
Nel 2018 torna in Rai con un nuovo programma televisivo, su Rai 2, dal titolo Niagara - Quando la natura fa spettacolo.
Dal 9 ottobre 2019 conduce su LA7 il programma Eden - Un pianeta da salvare, per il quale riceve il Premio Flaiano per il miglior programma culturale.

## Controversie relative all'iscrizione all'Ordine dei Giornalisti
Dopo essere stata testimonial pubblicitaria delle caramelle Golia bianca, lo è stata per alcuni anni di Kinder cioccolato.
È stata iscritta all'Ordine dei Giornalisti del Lazio come giornalista pubblicista. Tuttavia negli anni l'Ordine le ha comunicato più volte la necessità di scegliere fra essere iscritta all’ordine o accettare di essere protagonista di uno spot pubblicitario, in quanto il codice deontologico vieta agli iscritti ogni forma di pubblicità commerciale. Nel 2000, in seguito al rifiuto della Colò di smettere di fare pubblicità, viene espulsa dall’ordine. Contro tale decisione la Colò ha presentato un ricorso che però è stato respinto.

## Riconoscimenti
Nel 2002 ha ricevuto ad Alghero, per la sezione giornalismo, l'VIII edizione del "Premio Nazionale Alghero Donna di Letteratura e Giornalismo". Nel 2004 vince, nella sezione giornalismo dedicata ad A. Ravel, il Premio Cimitile.
Nel 2008 il programma Alle falde del Kilimangiaro ha vinto il Telegatto nella categoria Miglior trasmissione di informazione e intrattenimento, battendo Matrix di Enrico Mentana e Lucignolo.

## Vita privata
Dal 1987 al 1994 ha avuto una relazione con il tennista Nicola Pietrangeli. In seguito, dal 1994 al 2003, è stata legata a un cameraman Mediaset, Carlo Brotto. Nel 2004 ha conosciuto il pittore Alessandro Antonino, che ha sposato dopo tre mesi di conoscenza nel giugno dello stesso anno, e dal quale nel 2005 ha avuto la figlia Liala. Nel 2023 ha annunciato il divorzio, dopo quasi vent'anni d'unione.

## Filmografia
- Le finte bionde, regia di Carlo Vanzina (1988)
- La casa delle anime erranti, regia di Umberto Lenzi – film TV (1989)
- Un medico in famiglia, regia di Tiziana Aristarco – serie TV, episodio 2x09 (2000)
- Alla ricerca di Dory (2016) - voce (edizione italiana)
- Ricomincio da taaac, regia di Pietro Belfiore, Davide Bonacina, Andrea Fadenti, Andrea Mazzarella e Davide Rossi (2024) - cameo

## Programmi televisivi
- Grand Prix (Italia 1, 1982)
- Annunciatrice di Italia 1 (Italia 1, 1982-1985)
- Bim Bum Bam (Italia 1, 1983-1985)
- Festivalbar (Canale 5, 1985)
- Azzurro (Italia 1, 1985-1986)
- Anteprima (Canale 5, 1985-1986)
- Buona Domenica (Canale 5, 1986-1987)
- Fans club (Canale 5, 1987)
- Cabaret per una notte (Italia 1, 1988)
- L'arca di Noè (Canale 5, 1989-1994)
- L'arca di Noè - Itinerari (Canale 5, 1989-1994)
- Domenica 5 (Canale 5, 1991)
- Chiaramente (Rete 4, 1991)
- Simpaticissima (Canale 5, 1991-1992, 1994-1997) concorrente
- Canzoni spericolate (Canale 5, 1993) concorrente
- La compagnia dei viaggiatori (Canale 5, 1994-1996)
- Trenta ore per la vita (Reti Mediaset, 1994-1995, 1997) inviata
- Stelle a quattro zampe (Canale 5, 1995) inviata
- Amici animali (Rete 4, 1996)
- Paese che vai (Canale 5, 1996)
- Geo & Geo (Rai 3, 1996-1998)
- Speciale Geo & Geo (Rai 3, 1997)
- Telethon (Reti Rai, 1997, 1999)
- Tra mare e stelle (Rai 3, 1997-1998)
- Timbuctu (Rai 3, 1997)
- Serenate (Rai 2, 1998)
- Alle falde del Kilimangiaro (Rai 3, 1998-2014)
- Derby del Cuore (Rai 3, 1999)
- King Kong - Un pianeta da salvare (Rai 3, 1999-2000)
- Il pianeta delle meraviglie (Rai 3, 2000-2003)
- Buone notizie - Un programma dove c'è sempre il sole (Rai 1, 2003)
- Cominciamo bene - Animali & Animali (Rai 3, 2003-2009)
- Ballando con le stelle (Rai 1, 2007) concorrente
- Cominciamo bene - Condominio Terra (Rai 3, 2010)
- Nati liberi (Rai 3, 2010-2011)
- Condominio Terra (Rai 3, 2011)
- Lasciami cantare! (Rai 1, 2011) concorrente
- Kilimangiaro - Gli incontri ravvicinati di Licia Colò (Rai 3, 2011)
- Kilimangiaro - Sere d'estate (Rai 3, 2013)
- Il mondo insieme (TV2000, 2014-2023)
- Animali e animali (TV2000, 2015-2016)
- Dio li fa poi li accoppia (TV2000, 2016-2017)
- Madre Terra (TV2000, 2018)
- Niagara - Quando la natura fa spettacolo (Rai 2, 2018)
- Prima di cena (TV2000, 2018-2019)
- Eden - Un pianeta da salvare (LA7, dal 2019)
- Speciale Eden - Missione Pianeta (LA7, 2020)
- Qualcosa si è rotto (LA7, 2020)
- Speciale Eden (LA7, 2021)

## Radio
- Casa Colò, Radio InBlu (2015-2016)
- Dio li fa e poi li accoppia, Radio InBlu (2018-2019)

## Libri
- La mia arca, Milano, Rusconi, 1994. ISBN 88-18-12127-8.
- Il sogno, Trento, Panorama, 2000.
- Sognando il Kilimangiaro. 14 itinerari per il mondo, Roma, RAI-ERI, 2001. ISBN 88-397-1149-X, ISBN 978-88-397-1149-6.
- Alle falde del Kilimangiaro. Il giro del mondo in 80 paesi, con Antonella Serantoni, Nicola Sisto e Vincenzo Arnone, Roma, RAI-ERI, 2004.
- Animali e animali, con Francesco Petretti, Milano, Fabbri, 2004. ISBN 88-451-0895-3.
- Aria, con Luca Lombroso, Vignola, Banca CRV, 2005.
- L'appetito vien viaggiando. Alle falde del Kilimangiaro, Roma, RAI-ERI, 2006. ISBN 88-397-1397-2.
- Cuore di gatta. Una storia d'amore, Milano, Mondadori, 2007. ISBN 978-88-04-56830-8.
- L'ottava vita. I nostri animali vivono per sempre, Milano, Mondadori, 2008. ISBN 978-88-04-57854-3.
- C'era una volta una gatta e altre storie di animali rimasti nel cuore, Milano, Mondadori, 2010. ISBN 978-88-04-60075-6.
- Per te, io vorrei. Ti racconto che il mondo può essere bellissimo, Milano, Mondadori, 2013. ISBN 978-88-04-63138-5.
- Leo, Dino e Dreamy. Alla ricerca della medusa eterna, con Alessandro Carta, Milano, Fabbri, 2014. ISBN 978-88-915-0974-1.
- Il Pianeta. Istruzioni per l'uso, Solferino, 2020. ISBN 978-88-282-0506-7.
- L'aragosta vive cent'anni, Solferino, 2021. ISBN 978-88-282-0693-4.

## Pubblicità
- GS Supermercati (1983)
- Golia Bianca (1994-1997)
- Kinder Cioccolato (anni 2000)
- Consorzio Recupero Vetro (2021)